# Richard Phelps
Richard Phelps (Gloucester, 30 de outubro de 1955) é um ex-pentatleta britânico medalhista olímpico. 

## Carreira
Richard Phelps representou seu país nos Jogos Olímpicos de 1984, 1988, 1982 e 1996, na qual conquistou a medalha de bronze, por equipes, em 1988.